# Giả thuyết vườn thú
Giả thuyết vườn thú là một trong các đề xuất được đưa ra để giải quyết nghịch lý Fermi, liên quan đến việc không có chứng cứ rõ ràng cho sự tồn tại của một nền văn minh cao cấp ngoài hành tinh. Theo giả thiết này, người ngoài hành tinh sẽ che giấu sự tồn tại của họ trước nhân loại, hoặc tránh gây ảnh hưởng đến sự phát triển của loài người. Giống như các nhân viên vườn thú quan sát các con vật trong vườn thú, hay các quan sát của khoa học thực nghiệm nhằm không phá hỏng đối tượng nghiên cứu.
Những tín đồ của giả thuyết cho rằng Trái Đất và con người đang được bí mật quan sát bằng các thiết bị nằm trên Trái Đất hay trong hệ Mặt Trời. Và cho rằng việc liên hệ công khai sẽ được thực hiện một khi nhân loại đạt đến một mức phát triển nào đó.

## Giả thuyết vườn thú trong văn học
- Bản thảo không công bố năm 1915 của tiểu thuyết X (novel X) của Charles Fort mô tả cách thức mà các sinh vật trên Sao Hỏa hay các sự kiện trên Sao Hỏa kiểm soát sự sống trên Trái Đất. Fort đã đốt bản thảo này, nhưng một câu trong bản thảo vẫn còn lại "Trái Đất là một nông trại, và chúng ta là tài sản của kẻ khác." Trong một bản thảo không được công bố khác, tiểu thuyết Y, một nền văn minh tồn tại ở Nam Cực.[3]
- Trong cuốn tiểu thuyết Star Maker (Đấng tạo sao) của Olaf Stapledon, loài Symbiont (cộng sinh) đã có sự thận trọng lớn nhằm che giấu sự tồn tại của họ trước các sinh vật nguyên thủy "tiền-Không tưởng", "vì e sợ rằng họ sẽ mất đi sự tự do trong tâm hồn". Chỉ đến khi các thế giới như vậy trở thành các nhà du hành không gian ở mức Không tưởng, thì các Symbiont mới bắt đầu liên lạc trên cơ sở bình đẳng.
- Trong truyện ngắn Lính canh (The Sentinel) (xuất bản lần đầu năm 1951) của nhà văn Arthur C. Clarke và cuốn tiểu thuyết tiếp theo nó 2001: Du hành không gian (1968), một trạm phát tín hiệu (trong đó gọi là monolith - cự thạch) đã hoạt động khi loài người phát hiện ra nó trên Mặt Trăng. Có vẻ một chủng tộc ngoài hành tinh đã đến thăm chúng ta trong một quá khứ xa xôi.
- Trong Kết thúc của tuổi thơ (Childhood's End), một tác phẩm của Arthur C. Clarke xuất bản năm 1953, các nền văn minh ngoài hành tinh đã quan sát và ghi lại sự tiến hóa trên Trái Đất trong hàng ngàn (có lẽ là hàng triệu) năm. Đầu quyển sách, khi nhân loại gần đạt tới mức du hành vũ trụ, người ngoài hành tinh đã lộ ra sự tồn tại của họ và nhanh chóng kết thúc chạy đua vũ trang, chủ nghĩa thực dân, phân biệt chủng tộc và chiến tranh lạnh trên Trái Đất.
- Trong phim truyền hình Du hành giữa các vì sao (Star Trek) (1966), Liên bang (bao gồm loài người) tuân theo một Chỉ dẫn cơ bản quy định nghiêm ngặt việc không được tiếp xúc với các nền văn minh công nghệ ít tiên tiến mà Liên bang gặp gỡ. Như loài Vulcan đã quan sát loài người cho đến tàu vũ trụ sử dụng động cơ uốn cong đầu tiên cất cánh, sau đó họ mới bắt đầu tiếp xúc.
- Trong tác phẩm Cẩm nang cho người xin quá giang tới Ngân Hà (The Hitchhiker's Guide to the Galaxy) của Douglas Adams (1978), những kiến trúc sư của một máy tính siêu mạnh đã cải trang thành chuột trên Trái Đất nhằm để tìm kiếm Câu trả lời cho Sự sống, Vũ trụ, và Vạn vật. Trong câu chuyện này, giả thuyết vườn thú được diễn đạt bằng cách cho thấy cách mà Trái Đất tự hoạt động như một nền tảng quan sát. Một đoạn hài trong sách nói rằng những con chuột điều khiển sự phát triển khoa học của con người, đưa ra những kết quả sai lầm khi các nhà khoa học thí nghiệm trên chúng. Sau đó trong cuốn Sự sống, Vũ trụ và Vạn vật (Life, the Universe and Everything), Adam mô tả việc Trái Đất bị cách ly như là hậu quả của việc thiên hà giận dữ với trò cricket.
- Trong trò chơi Dự án người làm thuê (The Journeyman Project) năm 1992, chiến tranh hạt nhân đã làm nhân loại từ bỏ tính hiếu chiến của mình và đoàn kết lại dưới một chính phủ toàn cầu. Thấy được điều đó, những người ngoài hành tinh (đặc biệt là người Cyrollan) quyết định cho phép Trái Đất tham gia Liên minh cộng sinh các chủng tộc hòa bình, một liên minh các chủng tộc ngoài hành tinh với mục đích giao lưu khoa học và văn hóa.
- Trong tiểu thuyết Trời định (Calculating god) của Robert J. Sawyer (năm 2000), một nhà khoa học đến từ một nền văn minh cao cấp ngoài hành tinh tên là Hollus đã phủ nhận việc chính phủ của họ tuân theo Chỉ dẫn cơ bản.
- Trong phim Công viên phía nam tập 704, "Cancelled" (2003), các nhân vật chính đã phát hiện tất cả các dạng sống trên Trái Đất đã được người ngoài hành tinh đem tới để làm một bộ phim truyền hình vũ trụ thời gian thực nhiều tập mang tên "Trái Đất".